# 飯田高広
飯田 高広（いいだ たかひろ、1961年12月16日 -）は、日本のマニピュレーター、キーボーディスト、作曲家、編曲家。

## 概要
1980年代より松任谷由実のライブにおいてマニピュレーターとしての活動を開始。1990年代に入ってからはレコーディングにおいても槇原敬之、浜崎あゆみ、宇多田ヒカル、平井堅、TETSUYA、Do As Infinityなどの作品にマニピュレーターとして参加。作曲家・編曲家、音楽プロデューサーとして水樹奈々や坂本真綾の作品を手がける。『foo?』から『WORLDILLIA』の時期までポルノグラフィティのサポートメンバーとして参加。

## 参加楽曲
- 水樹奈々
  - through the night（作曲・編曲）
  - keep your hands in the air（作曲・編曲）
  - What cheer?（作曲・編曲）
  - JET PARK（作曲・編曲）
  - Heartbeat（作曲・編曲）
  - Open Your Heart（作曲・編曲）
  - FAKE ANGEL（作曲・編曲）
  - JUMP!（作曲・編曲）
  - WILD EYES（作曲・編曲）
  - ヒメムラサキ（作曲・編曲）
- 坂本真綾
  - 風待ちジェット（編曲）
- 跡部景吾（諏訪部順一）
  - CHASER～穢れなき追撃者～（作曲・編曲）

| スタブアイコン | サブスタブ | この項目は、まだ閲覧者の調べものの参照としては役立たない、音楽関係者（バンド等）に関連した書きかけの項目です。この項目を加筆・訂正などしてくださる協力者を求めています（P:音楽/PJ:芸能人）。 |